# Meretites IV.
Meretites IV. (někdy Meritites IV.) byla královna ze 6. dynastie, manželka Pepiho I. a vzhledem k jejímu titulu Dcera krále jeho těla Pepiho-Mennefer (s3t-nswt-nt-ẖt.f-ppy-mn-nfr) mohla být také jeho dcerou, což potvrzuje i její jméno, které znamená „Milovaná svým otcem“ (mry.t jt-s).

## Hrobka
Meretites IV. byla pohřbena v Sakkáře. Její pyramida leží na jih od pyramidy jejího manžela Pepiho I. a na jihozápad od komplexu královny Inenek-Inti.